# Sant Esteve (Balsareny)
Sant Esteve, també conegut com a Colònia Soldevila, és una antiga colònia tèxtil del municipi de Balsareny (Bages) inclosa en l'Inventari del Patrimoni Arquitectònic de Catalunya.

## Descripció
Conjunt arquitectònic típic de colònia tèxtil desenvolupada, situada entre Navàs i Balsareny, a 3,5 km al nord d'aquest darrer. Els edificis de la colònia són blocs allargassats de tres pisos d'alçada cadascun, amb l'accés pel cantó de la fàbrica i un petit terrat als darreres.
A l'època en què el nucli era actiu com a colònia industrial, disposava de diferents equipaments: cafè, teatre, botigues, guarderia, escola, camp de futbol, etc. Es construïren a redós de l'església romànica de Sant Esteve, que també donà nom a la colònia.

## Història
Prop de l'indret on hi ha l'ermita romànica de Sant Esteve, Josep Soldevila i Casas, l'any 1897, va començar a construir una fàbrica de teixits -més tard també de filats-, al mateix temps que edificava un carrer de pisos per als treballadors.
L'any 1899 es va inaugurar un primer bloc de 18 habitatges. Els 66 pisos que formen el carrer Vell es van anar construint en diferents etapes. L'any 1922, es va fer el carrer Nou amb 18 habitatges més.
D'aleshores ençà no hi ha hagut modificacions urbanístiques notables a la colònia. A la dècada del 1920 van arribar a treballar-hi 650 obrers. Hi havia cafè, sala de ball, teatre i escola, entre altres serveis.
Aquesta colònia va tenir una rica activitat cultural, amb l'Esbart Dansaire Sant Esteve (1948), la Coral Sant Esteve (1963) i el grup de teatre Sant Esteve (1933), que escenificava Els Pastorets d'ençà de 1948. Després de la crisi i tancament de la colònia, tant els Pastorets com la coral Sant Esteve s'han mantingut però ubicades al poble de Balsareny.
L'any 1932 una crisi va provocar el tancament temporal de la colònia; molts treballadors van buscar feina a altres indrets. Després d'uns anys d'auge econòmic (1940-60), la crisi afectà de nou a la dècada dels 60.
La Colònia Soldevila va arribar a tenir prop dels 400 habitants als anys 20 del segle xx; el 1950 aquesta quantitat havia minvat fins als 278, després 180 a 1981 i encara menys a principis dels 90 amb 59 habitants. L'any 1983, a la colònia Soldevila ja només hi treballaven unes 150 persones. Finalment la fàbrica tancà l'any 1993. Actualment la colònia està completament deshabitada i els pisos en estat ruïnós, i a la fàbrica hi ha instal·lada l'empresa Texpack.